# Schele waterslangen
Schele waterslangen (Helicops) zijn een geslacht van slangen uit de familie toornslangachtigen (Colubridae) en de onderfamilie Dipsadinae.

## Naam en indeling
Er zijn 18 soorten, de wetenschappelijke naam van de groep werd voor het eerst voorgesteld door Johann Georg Wagler. De slangen werden eerder aan andere geslachten toegekend, zoals Coluber en Natrix.

## Uiterlijke kenmerken
De ogen zijn relatief klein, de neusgaten zijn aan de bovenzijde van de kop gelegen in vergelijking met andere slangen. De dieren hebben vaak afstekende patronen van donkere banden of vlekken aan de bovenzijde van het lichaam.

## Levenswijze
De slangen zijn waterminnend en brengen een groot deel van hun tijd in het water door. Op het menu staan waterdieren zoals vissen en kikkers. Als de slangen worden benaderd worden felle aanvallen uitgevoerd, het lichaam wordt hierbij afgeplat om het groter te doen lijken. In het speeksel zijn irriterende verbindingen zoals peptiden en als een mens wordt gebeten kan dit een jeukende zwelling veroorzaken.
De vrouwtjes kunnen zowel eieren afzetten als levende jongen produceren en er zijn zelfs soorten bekend waarbij beide vormen kunnen voorkomen wat erg ongebruikelijk is bij reptielen.

## Verspreiding en habitat
Vertegenwoordigers van dit geslacht komen voor in delen van Zuid-Amerika en leven in de landen Venezuela, Colombia, Brazilië, Bolivia, Peru, Trinidad, Ecuador, Frans-Guyana, Guyana, Uruguay, Argentinië, Paraguay en Suriname. Veel soorten komen endemisch voor in Brazilië. De habitat bestaat onder andere uit vochtige tropische en subtropische laaglandbossen, verschillende typen draslanden, vochtige savannen en droge tropische en subtropische bossen.

## Beschermingsstatus
Door de internationale natuurbeschermingsorganisatie IUCN is aan vijftien soorten een beschermingsstatus toegewezen. Veertien soorten worden beschouwd als 'veilig' (Least Concern of LC) en de soort Helicops petersi wordt gezien als 'gevoelig' (Near Threatened of NT).

## Soorten
Het geslacht omvat de volgende soorten, met de auteur en het verspreidingsgebied.
| Naam                    | Auteur                                                                                                | Verspreidingsgebied                                                                              |
| ----------------------- | --- | ------------------------------------------------------------------------------------------------ |
| Helicops angulatus      | Linnaeus, 1758                                                                                        | Venezuela, Colombia, Brazilië, Bolivia, Peru, Trinidad, Ecuador, Frans-Guyana, Guyana            |
| Helicops apiaka         | Kawashita-Ribeiro, Ávila & Morais, 2013                                                               | Brazilië                                                                                         |
| Helicops boitata        | Moraes-da-silva, Amaro, Nunes, Strüssmann, Teixeira, Andrade, Sudré, Recoder, Rodrigues, Curcio, 2019 | Brazilië                                                                                         |
| Helicops carinicaudus   | Wied-Neuwied, 1825                                                                                    | Brazilië                                                                                         |
| Helicops danieli        | Amaral, 1938                                                                                          | Colombia                                                                                         |
| Helicops gomesi         | Amaral, 1921                                                                                          | Brazilië                                                                                         |
| Helicops hagmanni       | Roux, 1910                                                                                            | Brazilië, Venezuela, Peru, mogelijk in Colombia                                                  |
| Helicops infrataeniatus | Jan, 1865                                                                                             | Brazilië, Uruguay, Argentinië, Paraguay                                                          |
| Helicops leopardinus    | Schlegel, 1837                                                                                        | Guyana, Suriname, Frans-Guyana, Brazilië, Bolivia, Paraguay, Argentinië, Colombia, Ecuador, Peru |
| Helicops modestus       | Günther, 1861                                                                                         | Brazilië                                                                                         |
| Helicops nentur         | Costa, Santana, Leal, Koroiva & Garcia, 2016                                                          | Brazilië                                                                                         |
| Helicops pastazae       | Shreve, 1934                                                                                          | Ecuador, Colombia, Venezuela, Peru                                                               |
| Helicops petersi        | Rossman, 1976                                                                                         | Ecuador                                                                                          |
| Helicops polylepis      | Günther, 1861                                                                                         | Brazilië, Colombia, Peru, Bolivia                                                                |
| Helicops scalaris       | Jan, 1865                                                                                             | Colombia, Venezuela                                                                              |
| Helicops tapajonicus    | Da Frota, 2005                                                                                        | Brazilië                                                                                         |
| Helicops trivittatus    | Gray, 1849                                                                                            | Brazilië                                                                                         |
| Helicops yacu           | Rossman & Dixon, 1975                                                                                 | Peru                                                                                             |